# 瑙姆堡大教堂
51°9′17″N 11°48′14″E / 51.15472°N 11.80389°E
瑙姆堡大教堂（德語：Naumburger Dom）是德國的一座教堂，紀念聖彼得和聖保羅，位於薩克森-安哈爾特州的瑙姆堡。瑙姆堡大教堂融合了晚期羅馬式建築和哥特式建築的特徵。瑙姆堡大教堂始建於1028年，現在仍然是一座福音派的教堂。大教堂內有一座存世超過800年的雕像。2018年列入聯合國教科文組織世界文化遺產。

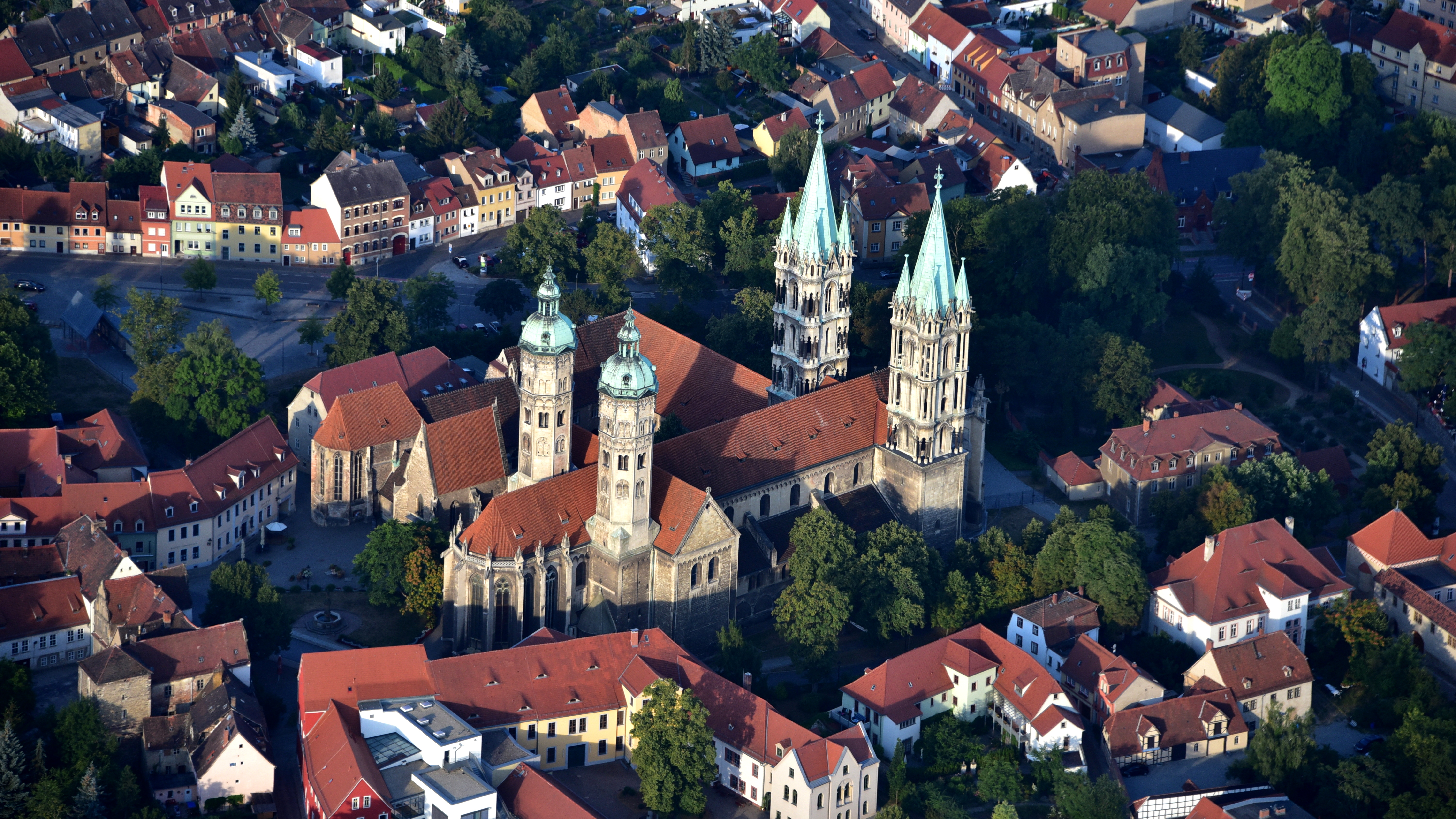
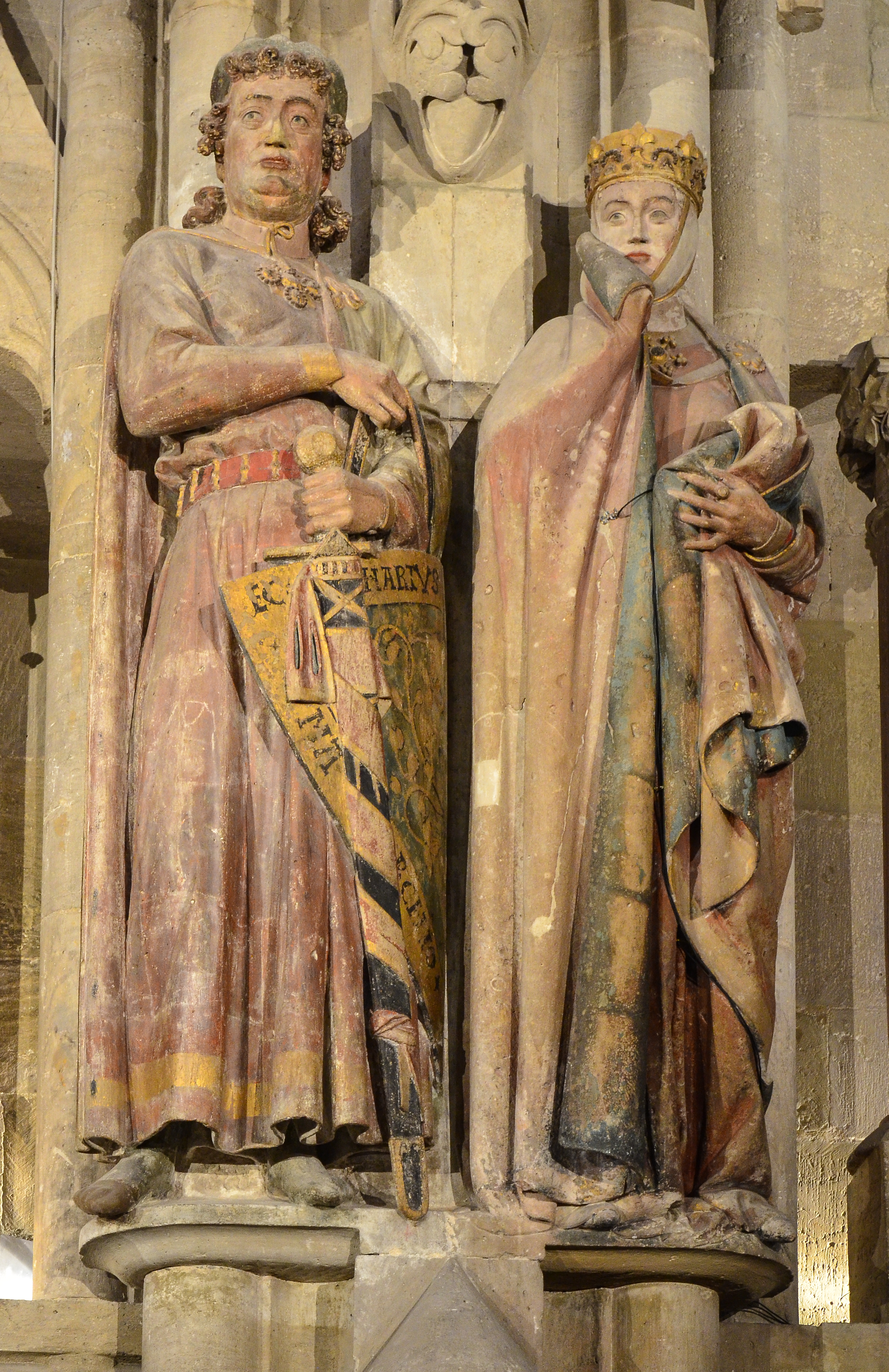
捐助人Uta和她的丈夫Ekkehard II（德语：Ekkehard II. (Meißen)）.（1250年）